# Ryōichi Oriki
Ryōichi Oriki (折木良一, Oriki Ryōichi) est un général japonais né le 10 février 1950 à Tsunagi, dans la préfecture de Kumamoto. Il devient chef d'État-Major des armées des Forces japonaises d'autodéfense le 24 mars 2009, en remplacement de l'amiral Takashi Saitō. Il est remplacé à ce poste le 31 janvier 2012 par le général Shigeru Iwasaki.